# Fridolina Rolfö
Fridolina Rolfö (Kungsbacka, 1993. november 24. –) világbajnoki bronzérmes svéd női válogatott labdarúgó.

## Pályafutása

### Klubcsapatban
Rolfö szülővárosához közeli IFK Fjärås-nál kezdte pályafutását. 2009-ben a déli bajnokságba frissen feljutó IF Tölö csapatához távozott, ahol eredményes szereplésének köszönhetően felkeltette a Dammalsvenskan-ban érdekelt Jitex BK vezetőségének érdeklődését. 2014-ben szerződött a Linköpinghez és bemutatkozása a Bajnokok Ligájában pazarra sikerült. A Liverpool elleni mérkőzésen mesterhármast szerzett. A 2016-os bajnoki győzelem után másfél évre kötelezte el magát a német Bayern München csapatához. 2019. május 9-én kétéves szerződést írt alá a bajnoki címédő VfL Wolfsburghoz, ahol 34 mérkőzésen 9 gólt szerzett. Kontraktusa lejártával a spanyol Barcelonához kötelezte el magát két évre 2021. július 7-én.

### A válogatottban
2014. augusztus 3-án Anglia ellen szerepelt első alkalommal a felnőtt válogatottban. Első találatát 2016. június 2-án a Lengyelország elleni EB-selejtezőn szerezte.
A riói és a tokiói olimpián is ezüstérmet szerzett. A 2019-es női labdarúgó-világbajnokságon tagja volt a bronzérmes válogatottnak és Thaiföld ellen gólt szerzett.

## Sikerei

### Klubcsapatokban
Bajnokok Ligája győztes (2):
- Barcelona (2): 2022–23, 2023–24, Döntős (1): 2021–22
- VfL Wolfsburg: Döntős (1): 2019–20

 Spanyol bajnok (3):
- FC Barcelona (3): 2021–22, 2022–23, 2023–24

 Spanyol kupagyőztes (2):
- FC Barcelona (2): 2021–22, 2023–24

 Spanyol szuperkupa-győztes (2):
- Barcelona (2): 2021–22, 2022–23

 Német bajnok (1):
- VfL Wolfsburg (1): 2019–20

 Német kupagyőztes (2):
- VfL Wolfsburg (2): 2019–20, 2020–21

 Svéd bajnok (1):
- Linköping (1): 2016

 Svéd kupagyőztes (2):
- Linköping (2): 2013–14, 2014–15

### A válogatottban
Svédország
- Olimpiai ezüstérmes (2): 2016, 2020[9]
- U19-es Európa-bajnok (1): 2012
- Világbajnoki bronzérmes (1): 2019, 2023
- Algarve-kupa győztes: 2018

### Egyéni
- Az év játékosa (Gyémántlabda-díj): 2021, 2022[10]
- Az év svéd támadója: 2020, 2021, 2022,[11] 2023[12]
- Az év svéd gólja: 2021